# Либертатеа (Ботошани)
Либертатеа (рум. Libertatea) насеље је у Румунији у округу Ботошани у општини Калараши. Oпштина се налази на надморској висини од 142 m.

## Становништво
Према подацима из 2002. године у насељу је живело 538 становника, од којих су сви румунске националности.